# Мігель Анхель Лотіна
Мігель Анхель Лотіна (ісп. Miguel Ángel Lotina, нар. 18 червня 1957, Меньяка) — іспанський футболіст, що грав на позиції нападника. По завершенні ігрової кар'єри — тренер. З 2021 року очолює тренерський штаб команди «Сімідзу С-Палс».

## Клубна кар'єра
Лотіна народився в місті Меньяка, Країна Басків, і почав грати в футбол у невеликих аматорських басконських командах «Мунгія» та «Герніка».
Своєю грою за останню команду привернув увагу представників тренерського штабу клубу «Логроньєс», до складу якого приєднався 1978 року. Відіграв за клуб з Логроньйо наступні три сезони своєї ігрової кар'єри у Сегунді Б.
Влітку 1981 року Лотіна перейшов у «Кастельйон». У свій єдиний сезон у Прімері Мігель забив три голи в 21 грі за клуб, але клуб зайняв 18-е місце і вилетів до Сегунди, де Мігель провів наступний сезон.
Влітку 1983 року повернувся до клубу «Логроньєс», за який відіграв 5 сезонів. У складі «Логроньєса» був одним з головних бомбардирів команди, маючи середню результативність на рівні 0,35 гола за гру першості і допоміг команді піднятись з Сегунди Б до Прімери. Завершив професійну кар'єру футболіста виступами за команду «Логроньєс» у 1988 році, так і не зігравши за клуб у вищому дивізіоні.

## Кар'єра тренера
Розпочав тренерську кар'єру відразу по завершенні кар'єри гравця, залишившись у «Логроньєсі», де тренував молодіжну, а потім резервну команду. Також у грудні 1992 року недовго був в.о. головного тренера першої команди після звільнення Давіда Відаля. У своєму першому та короткому досвіді на посаді тренера клубу Прімери його команда зазнала дві поразки у двох матчах.
1993 року Лотіна став головним тренером «Нумансії», яка виступала у Сегунді Б. У сезоні 1995/96 він допоміг «Нумансії» вийти в чвертьфінал Кубка Іспанії, здолавши по шляху клуби вищого дивізіону «Реал Сосьєдад», «Расінг» і «Спортінг Хіхон» і програвши лише "Барселоні" 3:5 за сумою двох матчів.
У сезоні 1996/97 Лотіна повернувся до «Логроньєса», ставши одним з п'яти тренерів, які тренували клуб в тому сезоні. Мігель тренував команду у червні-жовтні 1996 року, а вже без нього клуб посів останнє 22-е місце і вилетів з Прімери.
Надалі Лотіна тренував клуби Сегунди «Бадахос», «Нумансію» та «Осасуну». «Нумансії» в 1999 році він допоміг вперше в історії вийти в Прімеру, а в наступному році зробив те ж саме з «Осасуною», яка шість років до того була відсутня у вищому дивізіоні країни. Після цього Лотіна залишався у складі клубу з Памплони два наступні сезони, зберігши їм прописку в елітному дивізіоні.
Влітку 2002 року Мігель очолив «Сельту», з якою у сезоні 2002/03 посів 4 місце і вперше вивів клуб в Лігу чемпіонів. В головному єврокубковому турнірі наступного сезону команда виступила дуже успішно, спочатку пройшовши кваліфікацію, а потім посівши 2 місце у групі та вийшовши до плей-оф, однак в чемпіонаті команда виступала вкрай невдало, через що клуб в результаті покинув Прімеру, а Лотіна був звільнений ще взимку після 21-го туру.
Влітку 2004 року Лотіна прийняв пропозицію попрацювати у клубі «Еспаньйол». У сезоні 2004/05 клуб посів 5-е місце і кваліфікувався до Кубка УЄФА, а у наступному сезоні Лотіна здобув перший трофей у своїй кар'єрі — барселонська команда виграла Кубок Іспанії, обігравши у фіналі «Сарагосу» (4:1).
2007 року був запрошений керівництвом клубу «Депортіво» (Ла-Корунья) очолити його команду, з якою пропрацював до 2011 року. Після вильоту з Прімери, 23 травня того ж року Лотіна оголосив про свій відхід з клубу.
19 березня 2012 року Лотіна став третім за сезон тренером «Вільярреала», змінивши Хосе Франсіско Моліну. В кінцевому підсумку клуб посыв 18-е місце і вилетів з Прімери, після чого Мігель покинув команду.
30 грудня 2013 року Лотіна очолив кіпрську «Омонію», але тренував нікосійську команду лише 38, оскільки вже на початку лютого був звільнений через незадовільні результати — під його керівництвом команда провела 9 ігор і здобула лише 3 перемоги, опустившись на 6 місце.
З 2014 по 2016 рік з невеликою перервою Лотіна очолював катарський клуб «Аль-Шаханія», після чого відправився до Японії, де тренував місцеві клуби  «Токіо Верді», «Сересо Осака» та «Сімідзу С-Палс».

## Титули і досягнення

### Як тренера
- Володар Кубка Іспанії (1):

«Еспаньйол»: 2005/06